# Emileia
Emileia es un género extinto de una clase bien conocida de cefalópodos fósiles, los amonites, que vivieron durante la primera parte del Bajociense.
Emileia es una forma grande con nervaduras finas que incluyen muchas secundarias. Comienza como un cadicono en forma de barril, con una cámara corporal excéntrica, más o menos lisa.
Emileia está incluida en la familia Otoitidae y en la superfamilia Stephanoceratoidea de Ammonitina.